# Boeimeer (Breda)
Boeimeer is een uitgestrekte woonwijk gelegen aan de zuidkant van Breda, even buiten het stadscentrum. Formeel is het een 'buurt', als onderdeel van de wijk Breda Zuid. De wijk is 122 ha. groot en telt bijna 5.900 inwoners. De woningbouw is van vóór 1970, voor een klein deel al van kort voor de Tweede Wereldoorlog. Het aantal eengezinswoningen is 55%. Er zijn evenveel hoge als midden en lage inkomens. 

Boeimeer was vroeger het poldergebied tussen de rivieren de Mark en de Aa of Weerijs, daar waar beide stromen samenvloeiden, op het grondgebied van Princenhage. Het bestond grotendeels uit weiland en kon worden geïnundeerd, waardoor het een natuurlijke bescherming vormde aan de zuidzijde van de stad Breda. Tot het midden van de vijftiende eeuw was het gebied bijna onbewoond.

## Ligging
De wijk wordt aan de westkant begrensd door de Aa, en aan de oostkant door de Mark, die ook nog wat van de wijk doorsnijdt. Precies aan de noordkant van Boeimeer vloeien beide riviertjes samen. De wijk Boeimeer strekt zich uit als een driehoek tussen de Berhardsingel en de Aa of Weerijs aan de westzijde, de Vredenburchsingel aan de noordkant, de Marksingel, Wilhelminastraat en Baronielaan aan de oostzijde, en de grote verkeersweg Graaf Engelbertlaan aan de zuidkant. Deze driehoek wordt van noord naar zuid doorsneden aanvankelijk door de Irenestraat maar met name door de Graaf Hendrik III Laan.
In het zuiden werd Boeimeer vroeger begrensd door het Ginnekense deel van het Mastbos, toen de grens van (Prinsen)Hage met Ginneken nog door het Mastbos liep. De afsplitsing van Ruitersbos van de Bredase wijk Boeimeer vond plaats in 1963, waardoor de huidige wijk aanzienlijk kleiner is dan het oorspronkelijke gebied. Grens werd de toen al bijna 25 jaar bestaande Graaf Engelbertlaan, ook bekend als de zuidelijke rondweg.

### Stadswijk Boeimeer
In de jaren dertig van de twintigste eeuw werd begonnen met de bebouwing van de Boeimeer als uitbreidingswijk van Breda. Het begin van de wijk Boeimeer was het driehoekige gebied waarlangs de beide Bredase rivieren de Mark en de Aa in een stompe punt naar elkaar toelopen. Bij die samenloop zelf is al in de Middeleeuwen de oude stadskern van Breda ontstaan. De Boeimeer was oorspronkelijk een polderachtig gebied aan de zuidzijde daarvan.

### Oud Boeimeer
De oorspronkelijke vooroorlogse wijk, het zogenaamde 'Oud Boeimeer' is met name het noordoostelijke stukje, begrensd door de Boeimeersingel en de Mark. Oud Boeimeer omvat onder meer de straten Generaal van Hamsingel, Balfortstraat, Vredenburchstraat, Weerijsstraat en Badstraat, ook wel Hirdesboulevard genoemd. Ook het Burgemeester van Sonsbeeckpark, de Julianalaan en het daaraan grenzende oudste deel van de schrijversbuurt kunnen
ertoe gerekend worden.

### Uitbreiding
Veruit het grootste deel van de wijk is gebouwd in de jaren 1960 en er staan dan ook typische jaren 60-rijtjeswoningen, veelal koopwoningen.
In Boeimeer is ook de locatie Langendijk gesitueerd, waar voorheen het Amphia Ziekenhuis was. In het westen ligt het Zaartpark. Voorts is er een aantal basisscholen te vinden.
 In het Burgemeester van Sonsbeeckpark aan de Pieter-Christiaanstraat ligt het nieuwe zwembad Van Sonsbeeck.

## Naam
De oudst bekende schrijfwijze is Boymere (1295). De polder is bekend vanaf het begin van de veertiende eeuw. De naam Boeimeer vindt zijn oorsprong in een waterplas, waarvan in de 19e eeuw nog een grote vijver was overgebleven en zou te verklaren zijn als "moerassig, onvruchtbaar gebied". Boeimeer was het gebied tussen de rivieren de Mark en de Aa of Weerijs, vlak voordat zij in de stad Breda samenvloeien. Het bestond grotendeels uit weiland; een lange tijd onbewoonde, natuurlijke bescherming aan de zuidzijde van de stad Breda. Voor de bebouwing werd het als een poldergebied beschouwd, te vergelijken met de Belcrumpolder aan de noordkant van de stad. Vandaar dat men spreekt van de Boeimeer (evenals van de Belcrum).

## Geschiedenis

### Gehucht Boeimeer
Het historische gehucht Boeimeer werd gevormd door groep hoeven, arbeiderswoningen en een herberg nabij de plaats van het voormalige klooster Vredenberg. De bij de boerderijen behorende akkers lagen op de hoger gelegen dekzandrug van Boeimeer. De naam van het gehucht wordt voor het eerst genoemd in 1307. De Hoeve Boeimeer die de kern van het gehucht vormde werd al in 1448 in erfpacht gegeven.

### Klooster Vredenberg
Het klooster lag evenals het gehucht op de dekzandrug. Het klooster Vredenberg werd in 1476 gesticht in Bavel maar verhuisde al in 1483 naar Boeimeer. In 1577 werd het alweer verlaten. In dat jaar werd het bij oorlogshandelingen geplunderd en verwoest. Het moet net ten noordoosten van het gehucht hebben gelegen onder de huidige Cimburgalaan. De aanleg van de Graaf Engelbertlaan in de jaren '40 deelde het gehucht in tweeën. De oprukkende wijk Boeimeer omsloot uiteindelijk de enkele boerderijen die er nog stonden.

### Stadswijk
Boeimeer was sinds 1830 grondgebied van Princenhage. Het werd in 1927 geannexeerd door Breda. De houten Verlaatbrug over de Aa of Weerijs was de enige verbinding met Princenhage.  In de Tweede Wereldoorlog is de brug twee keer vernield (1940 en 1944), heropgebouwd in 1947 en uiteindelijk vervangen door een stenen brug in 1953. Al voor de Eerste Wereldoorlog werden de eerste woningen gebouwd, in wat nu wordt aangeduid als 'Oud Boeimeer'. Voor het ophogen van de wijk werd grond uitgegraven van de Balfortstraat waardoor een plas ontstond waar in 1909 de Bredasche Bad-en Zweminrichting kwam (later Zweminrichting Boeimeer, weer later Zwembad het Ei en het kosteloos). Ook was er een klein industrieterrein met enkele fabrieken.

Ter plekke van het huidige Van Sonsbeeckpark was het gebied tot 1929 eigendom van Oudemannenhuis of Gasthuis. Deze instelling beschikte over een boerderij waarvan de koeien op de Gasthuisvelden liepen. Het landgoed van het Gasthuis liep waarschijnlijk tot aan de Gampel of de Zaanmark, een vertakking van de Weerijs die in rivier de Mark uitmondde. Deze beek liep door het huidige Van Sonsbeeckpark.

## Uitvalswegen
De westelijke uitvalsweg naar Princenhage, hier gevormd door de Boeimeersingel en de Julianalaan, vormt ongeveer de grens vormt tussen Oud-Boeimeer en de grote naoorlogse uitbreiding van de wijk. De zuidelijke uitvalsweg richting Ruitersbos wordt gevormd door de Graaf Hendrik III-laan,  die een groot deel van de wijk Boeimeer doorsnijdt. De zuidgrens zelf wordt gevormd door de Graaf Engelbertlaan, die een deel van de vroegere hoofdverbinding vormt tussen de autosnelwegen A27 en A16. Dit was een provisorische autoweg dwars door een druk stadsgedeelte, gedeeltelijk verdiept aangelegd onder een bestaande, voordien deftige en rustige laan, de Franklin Rooseveltlaan. Van deze zogenoemde zuidelijke rondweg waren het tunneltje onder de Ginnekenweg en de met verkeerslichten beveiligde kruising met de Baronielaan berucht vanwege de vele ongelukken die er plaatshadden. Aan de zuidzijde van deze verbindingsweg begint het Ruitersbos.

## Stadsuitleg
Aansluitend aan het Oud Boeimeer, aan de overzijde van de Julianalaan, ligt het park Burgemeester van Sonsbeeckpark. Van 1 augustus 1940 tot en met 13 mei 1996 werkte NAC Breda, destijds nog NAC, daar aan de Beatrixstraat zijn thuiswedstrijden af. Het park, met daarin ook het oude zwembad 'Het Ei', lange tijd streng met een betonnen schutting gescheiden in een mannen- en een vrouwengedeelte, en daarnaast het onbewaakte, zogenaamde kosteloze bad voor de armen, lag aanvankelijk bijna buiten de stad. De Julianalaan en een stuk Boeimeersingel vormden tussen 1939 en 1953 ruwweg de grens van de bebouwing, met aan de zuidwestzijde nog een klein blokje daarachter, bestaande uit enkele niet geheel uitgebouwde straten, genoemd naar de klassieke schrijvers. De tweezijdig bebouwde, kinderrijke Vondelstraat vormde daarvan de kern. De Boeimeer zelf was grotendeels open veld. In de vroege jaren vijftig begon de grote uitbreiding van de bebouwing, waarbij het oorspronkelijk vrijwel onbebouwde terrein tussen de beide omliggende dorpen Ginneken en Princenhage (door de Duitsers in 1942 grotendeels aan de gemeente Breda gehecht) in belangrijke mate opgevuld zou worden. Het huidige stadsdistrict Zuidwest maakt daarvan in feite slechts het middengedeelte uit. Westelijk van de Aa vormt daarnaast Princenhage met Heilaar, Haagpoort en het Heuvelkwartier gezamenlijk de zuidwestlob van Breda, terwijl oostelijk van de Mark de wijken Zandberg, Ginneken, Blauwe Kei, Overakker, IJpelaar en Nieuw Wolfslaar tezamen het grote zuidoostelijke stadsgedeelte vormen.